# شهرستان تایین‌چه
شهرستان تایین‌چه (به قزاقی: Тайынша ауданы، تايىنشا اۋدانى) یک شهرستان در قزاقستان است که در استان قزاقستان شمالی واقع شده‌است. شهرستان تایین‌چاو ۴۷٬۹۶۵ نفر جمعیت دارد.